# Scott James Remnant

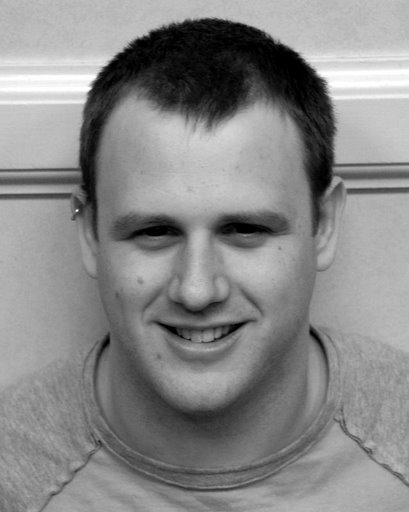
Scott James Remnant

Scott James Remnant (nacido el 18 de julio de 1980) es un desarrollador de software libre que trabaja para la empresa Canonical Ltd como desarrollador de la distribución de GNU/Linux Ubuntu. También es miembro de la mesa directiva de dicha distribución.
Scott es conocido, sobre todo, por ser el autor del nuevo demonio Upstart y del popular lector de feeds Planet.
Además de para Ubuntu, Scott ha trabajado durante mucho tiempo para Debian, donde se ocupó de libtool, del sistema dpkg y de otros paquetes importantes. En 2006 Scott abandonó su trabajo en Debian.
Scott también ha colaborado con el proyecto GNU ocupándose de libtool.